# 2022 AP7
2022 AP7 は、アポロ群に分類される地球近傍小惑星 (NEO) および潜在的に危険な小惑星 (PHA) である。キロメートル単位の大きさを持ち、金星軌道付近から木星軌道付近まで移動する偏心した軌道を公転している。チリのセロ・トロロ汎米天文台に搭載されているダークエネルギーカメラ (DECam) を用いて薄明時の観測を行ったスコット・S・シェパードにより2022年1月13日に発見された。求められている絶対等級を基に計算すると、2022 AP7 が2022年に発見されるまでの過去8年間に存在が特定された潜在的に危険な小惑星の中で最も大きな小惑星である可能性がある。

## 発見
2022 AP7 はセロ・トロロ汎米天文台に搭載されているダークエネルギーカメラ (DECam) を用いて観測を行ったスコット・S・シェパードによる、金星軌道や地球軌道よりも内側を公転する地球近傍小惑星の観測調査の一環で発見された。この調査における注目すべき発見として、アティラ群に属する 2021 LJ4 と 2021 PH27 の発見があり、特に後者は2022年時点で最も公転周期が短い小惑星として知られている。

## 軌道と分類
2022 AP7 はサイズが大きく、地球軌道との最小交差距離 (MOID) が0.05 au（約750万 km、月までの距離の約19倍）以内に達しているという条件を満たしていることにより、潜在的に危険な小惑星 (PHA) に分類されている。仮に地球に衝突した場合、この大きさでは複数の大陸間に渡って影響を及ぼすと考えられるため、過去8年間に存在が特定された潜在的に危険な小惑星の中で最も大きな小惑星であると考えられていることから 2022 AP7 は「惑星キラー (Planet Killer)」とも呼称されており、地球衝突の可能性について報じるメディアも存在している。しかし、2022 AP7 はほぼちょうど5年の公転周期で非常に偏心した軌道を公転しており、地球とは1：5の軌道共鳴の状態にあるため、2022 AP7 は現在または近い将来、地球に影響を及ぼすほど接近することはない。軌道共鳴の関係にあるため、2022 AP7 は天球上において観測条件が好ましくない太陽に近い位置に定期的に移動する。太陽からの離角が小さいときに地球から見た 2022 AP7 は最も明るく見えるが、地球からは太陽に近い場所に位置することで眩しい太陽光にかき消されてしまい、逆に地球から最も遠くなる衝において最も明るさが暗くなる。そのため、2022 AP7 は、最も明るく見える時期かつ1回につき10分しか持続しない薄明時にしか効率的な観測を行えず、発見されたときの 2022 AP7 は太陽から約 1.9 au 離れていたが、地球から見たときの太陽からの離角は約45度しか離れていなかった。発見者のシェパードは、このような大きさを持ち、さらに観測がしづらい「惑星キラー」といえる小惑星はまだ数個が未発見であると考えられるが、こうした小惑星のほとんどは地球から遠いところに位置しているだろうと述べている。
2022年3月に地球から約 1.5 au（約2億2400万 km）の距離まで接近し、この程度の接近は2027年まで発生しない。2022 AP7 は、地球に影響を及ぼすリスクがある小惑星であるとは見なされていない。2022 AP7 の軌道は十分に精度良く求められており、今後約150年間の期間における太陽系の惑星への大きな接近は、木星から 1 au 余り離れた位置までへの接近が何度か起きる程度であることがわかっている。また、2107年5月9日には火星から約 0.16 au（約2400万 km）離れたところを通過する。現時点では地球の近くまで接近することはないが、今後数千年に渡ってこれらの惑星への接近を経て生じる摂動が繰り返されることで、最終的に地球との軌道共鳴の関係が崩れ、地球へ衝突する可能性のある軌道に変化する可能性はあるが、このような長期的な軌道の予測は難しいとされている。
| 対象天体 | 日付          | 最接近距離                   |
| -------- | ------------- | ---------------------------- |
| 火星     | 2107年5月9日  | 約 0.16 au（約2400万 km）    |
| 金星     | 2147年4月22日 | 約 0.23 au（約3400万 km）    |
| 水星     | 2062年3月7日  | 約 0.44 au（約6600万 km）    |
| 太陽     | 2057年3月26日 | 約 0.82 au（約1億2300万 km） |
| 木星     | 2109年9月30日 | 約 1.19 au（約1億7800万 km） |
| 地球     | 2052年3月12日 | 約 1.37 au（約2億500万 km）  |